# Fem gör ett fynd
Fem gör ett fynd är den artonde romanen i serien Fem-böckerna av Enid Blyton. Den publicerades i originalutgåva med titeln Five on Finniston Farm  1960.

## Handling
Fem-gänget tillbringar sitt skollov på Finniston Farm som betalande gäster.  På gårdens ägor fanns en gång ett slott. Slottet belägrades och brändes ner men slottsfrun och hennes barn lyckades rädda sig via en underjordisk gång. Men ingen vet var slottet låg.  På gården bor tvillingarna Henry och Harriet. Barnen blir vänner med tvillingarna genom att hjälpa till med arbetet på gården. Anne och George besöker herr Finnistons antikaffär och han berättar för dem om Finniston Castle. Så börjar äventyret.

## Svenska översättningar och utgåvor
Första svenska översättningen kom ut 1961 av Stina Hergin. Boken nyöversattes av Kerstin Lennerthson 1974. 2004 gavs boken ut som ljudbok med Hans Lannerstedt som inläsare. Senaste svenska utgåvan som vanlig bok kom ut 2010.